# Kihevered, haver!
A Kihevered, haver! (eredeti címe: Get Over It) 2001-es amerikai romantikus tinivígjáték, amelyet Tommy O’Haver rendezett. A produkció főszerepében Kirsten Dunst és Ben Foster. 2001. március 9-én mutatták be az Egyesült Államokban. Magyarországon 2005. november 14-én volt látható először a televízióban.

## Cselekmény
Miután Berkével szakít a barátnője, Allison, a fiú úgy próbálja visszaszerezni, hogy jelentkezik az iskolai színdarab meghallgatására, annak ellenére, hogy nincs színészi tehetsége. Eközben a barátai, Felix és Dennis megpróbálnak neki új barátnőt találni.
Felix húga, Kelly segítségével Berke kap egy kisebb szerepet, amely Shakespeare Szentivánéji álom című komédiájának modern musical változata. Amikor Lysander főszerepét játszó Peter Wong egy szokatlan balesetben megsérül, Berke veszi át a helyét. Kelly támogatásával Berke egyre ügyesebb a színpadon, és közelebb kerülnek egymáshoz. Felix partit szervez Berke családjának házában, ahol Kelly megcsókolja Berkét, de a fiú nem akar vele kapcsolatot kezdeni, mert a barátja kishúga. Ugyanezen a partin Berke és Allison rajtakapja új barátját, Bentley "Striker" Scrumfeldet, amint megcsalja őt a legjobb barátnőjével, Maggie-vel. Allison szakít Strikerrel.
A darab bemutatójának szünetében Allison bevallja Berke-nek, hogy újra össze akar jönni vele. Közben Striker megveszteget két színházi technikust, hogy próbálják meg Berke-et színpadi pirotechnikával lerobbantani a színpadról. Mielőtt a darab folytatódna, Felix a zenekarnak átadja egy szerelmes ballada kottáját, amelyet Kelly írt.
Amikor a függöny felemelkedik, Kelly olyan gyönyörűen énekli a dalt, hogy Berke végre rájön, hogy szerelmes belé. Elhagyja a szövegkönyvből vett sorait, és saját verset rögtönöz, amelyben bevallja karakterének szerelmét Kelly Helena karaktere iránt. A közönség tapsol, amikor Berke és Kelly megcsókolják egymást. Striker tiltakozik a változtatás ellen, de akaratlanul is jelzi a technikusoknak, hogy robbanás következzen be, ami őt a színpadról a zenekari részbe repíti.

## Szereplők
| Szerep                      | Színész            | Magyar hang        |
| --------------------------- | ------------------ | ------------------ |
| Kelly Woods                 | Kirsten Dunst      | Solecki Janka      |
| Berke Landers               | Ben Foster         | Tóth Barnabás      |
| Allison McAllister          | Melissa Sagemiller | Zsigmond Tamara    |
| Dennis Wallace              | Sisqó              | Seszták Szabolcs   |
| Bentley "Striker" Scrumfeld | Shane West         | Damu Roland        |
| Felix Woods                 | Colin Hanks        | Tóth Roland        |
| Maggie                      | Zoë Saldana        | n.a                |
| Basin                       | Mila Kunis         | Mezei Kitty        |
| Beverly Landers             | Swoosie Kurtz      | Menszátor Magdolna |
| Frank Landers               | Ed Begley Jr.      | Sótonyi Gábor      |
| Dr. Desmond Forrest Oates   | Martin Short       | Háda János         |
| Moira úrnő                  | Carmen Electra     | n.a                |

## Fogadtatás

### Kritikai visszhang
A film vegyes kritikákat kapott. A Rotten Tomatoeson 43%-os minősítést ért el 65 értékelés alapján, az összefoglaló szerint: „A legtöbb tinifilmhez hasonlóan a Kihevered, haver! is teljesen kiszámítható, és nincs elég cselekmény ahhoz, hogy a film hossza kitartson. Ennek ellenére bájos történet.” Owen Gleiberman szerint az Entertainment Weekly-től a film „többnyire egy amatőr fiaskó”. A. O. Scott a New York Timestól azt írta: „Lehet, hogy hiányzik belőle az energia, de nem érzelemmentes.” Kevin Thomas a Los Angeles Timestól „egy vidám hangulatú vígjátéknak” írta le a filmet.
A MetaCriticen 52 pontot kapott a 100-ból 14 vélemény alapján. Chris Kaltenbach a Baltimore Suntól azt írta: „A romantikus vígjáték egy elragadó és vidám darabja, és bónuszként új életet lehel egy 70-es évekbeli zenei dallamba, amely már régóta nem szerepel a kultúránk radarképernyőjén.” Eddie Cockrell a Varietytől azt írta: „Enyhén szórakoztató, nagyrészt ártalmatlan tinifilm, melyben sok a karikatúraszerű középiskolai csínytevés, de kevés a drámai koncentráció és a kidolgozott részlet.”

### Bevételi adatok
A Box Office Mojo szerint a film veszteséges volt. A 22 millió dolláros költségvetésre 19,9 millió dolláros bevételt szerzett.